# All-Star Game de la WNBA

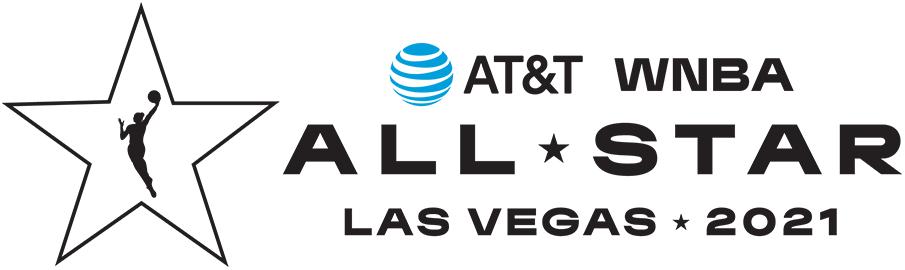
En los Estados Unidos se realiza de forma anual la gran exhibición de baloncesto con un juego llamado All-Star Game de la WNBA

El All-Star Game de la WNBA es un juego de baloncesto de exhibición que se celebra anualmente en los Estados Unidos y enfrenta a las mejores jugadoras de la Women's National Basketball Association (WNBA) divididas entre conferencias Este y Oeste.

## Estructura
Cada conferencia es representada por un equipo de 12 jugadoras, de las cuales, las que iniciarán el juego como titulares son escogidas por los fanes mediante una votación en Internet, mientras que el resto son seleccionadas por personal de la liga tales como entrenadores y personalidades de los medios. Al final del juego un panel de miembros de los medios nombra a la MVP del partido.

## Historia
Aunque la WNBA fue inaugurada en 1997, fue hasta 1999 que se disputó el primer juego All-star en el pabellón de Madison Square Garden de la ciudad de Nueva York, hogar del equipo de las New York Liberty, imponiéndose el Oeste 71 a 62 al Este y siendo la primera MVP la estrella Lisa Leslie.
Los años siguientes se mantuvieron los juegos All-star de manera regular, pero en el 2004, el partido no se disputó en su formato usual ya que varias de las jugadoras de la WNBA estaban en su preparación para competir en los Juegos Olímpicos de Atenas 2004, por lo que ese año se celebró un partido entre la Selección femenina de baloncesto de los Estados Unidos y un equipo de estrellas de la WNBA, la selección estadounidense se impuso 74 a 58 en el Radio City Music Hall de la ciudad de Nueva York. Este juego no se considera un juego All-star.
En el 2008 no hubo ningún juego pues varias jugadoras estaban en preparación para los Juegos Olímpicos de Pekín 2008.
En el 2010, al igual que en 2004, se celebró de nuevo un encuentro entre la Selección femenina de baloncesto de los Estados Unidos y un equipo de estrellas de la WNBA. Estados Unidos se impuso de nuevo, esta vez en Mohegan Sun Arena y con un resultado de 99 a 72. Como el juego de 2004, este juego no es considerado un juego all-Star.
En 2012 al igual que en 2008 no se celebró ningún juego por la misma razón: las jugadoras estaban en preparación para los Juegos Olímpicos de Londres 2012. Ni siquiera en 2016, 2020 ni 2021.
En 2022, el formato del juego se cambiaría: el 4.º periodo podría usar fin de Elam. Significa que no hay reloj por esto, pero el reloj de tiro se queda. La meta es 24 puntos más que la puntuación del líder o empate después de tres periodos. En los primeros tres periodos, quien tiene más puntos gana dinero por donar a su caridad; sin embargo, si es empatado, se aumente en el próximo periodo. Alcanzando la puntuación de meta gana. Con este "fin de Elam", no hay tiempo extra.
- La conferencia del Oeste lidera los enfrentamientos 9 a 4
- Siete ciudades actuales de la WNBA  nunca han sido anfitrionas de un juego All-Star: Atlanta, Chicago, Indianápolis, Los Ángeles, Mineápolis, Seattle, y Tulsa.